# Georgiens herrlandslag i handboll
Georgiens herrlandslag i handboll representerar Georgien i handboll på herrsidan.
De kvalificerade sig för ett mästerskap för första gången inför Europamästerskapet 2024. De slutade där på en 18:e plats.

## Spelare i urval
- Giorgi Tskhovrebadze
- Nikoloz Kalandadze
- Sandro Darsania
- Teimuraz Orjonikidze
- Zurab Tsintsadze